# Louis de La Roque
Louis de La Roque, né le 1er janvier 1830 à Saint-Drézéry dans l'Hérault, mort le 5 avril 1903 à Clamart, est un avocat, historien, héraldiste et généalogiste français du XIXe siècle.

## Biographie
Fils de François de La Roque (1804-1895)  maire de Saint-Drézéry, et de Fulcrande Galibert (1809-1881) .
Sous le Second Empire il est avocat à la cour d'appel de Paris,, rédacteur à la Gazette de France, directeur de l’Éclaireur de Bergerac, il dirige le Bulletin héraldique de France.
À partir de 1864, il publie d'après les procès-verbaux officiels et en collaboration avec Édouard de Barthélemy, une série de catalogues comprenant des listes établies par province sur tous les gentilshommes qui ont comparu aux assemblées de la noblesse pour l'élection des députés aux États généraux de 1789.
Il s'intéresse aussi aux questions viticoles et agricoles et dirige les revues; La Vigne Française et La maison de campagne,.

## Œuvres principales
- Armorial de la noblesse de Languedoc, Généralité de Montpellier. Par Louis de La Roque, Montpellier, F. Seguin, 1860[7].
- Catalogue des gentilshommes d'Anjou et pays Saumurois : qui ont pris part ou envoyé leur procuration aux assemblées de la noblesse pour l'élection des députés aux États généraux de 1789, publié d'après les procès-verbaux officiels, par MM. Louis de La Roque et Édouard de Barthélemy. Paris, E. Dentu, 1864[8].
- Catalogue des certificats de noblesse délivrés par Chérin pour le service militaire, 1781-1789,  par MM. Louis de La Roque et Édouard de Barthélemy. Paris, E. Dentu, 1864[9].
- Catalogue des gentilshommes de Normandie : qui ont pris part ou envoyé leur procuration aux assemblées de la noblesse pour l'élection des députés aux états généraux de 1789, publié d'après les procès-verbaux officiels, par Louis de La Roque et Edouard de Barthélemy Paris, E. Dentu, 1864[10].
- Catalogue des gentilshommes d'Armagnac et de Quercy : qui ont pris part ou envoyé leur procuration aux assemblées de la noblesse pour l'élection des députés aux États généraux de 1789, publié d'après les procès-verbaux officiels par MM. Louis de La Roque et Édouard de Barthélemy. Paris, E. Dentu, 1865[11].
- Catalogue des gentilshommes d'Artois, Flandre et Hainaut qui ont pris part ou envoyé leur procuration aux assemblées de la noblesse pour l'élection des députés aux États généraux de 1789, publié d'après les procès-verbaux officiels, par Louis de La Roque et Edouard de Barthélemy Paris, E. Dentu, 1865[12].
- Catalogue des gentilshommes de Bourbonnais et Nivernais qui ont pris part ou envoyé leur procuration aux assemblées de la noblesse pour l'élection des députés aux États généraux de 1789, publié d'après les procès-verbaux officiels, par Louis de La Roque et Edouard de Barthélemy Paris, E. Dentu, 1865[13].
- Catalogue des gentilshommes d'Alsace, Corse, Comtat-Venaissin, qui ont pris part ou envoyé leur procuration aux assemblées de la noblesse pour l'élection des députés aux États généraux de 1789. Par Louis de La Roque, Paris, E. Dentu, 1865[14].
- Catalogue des Chevaliers de Malte, appelés successivement Chevaliers de l'ordre militaire et hospitalier de Saint-Jean de Jérusalem, de Rhodes & de Malte, 1099-1890. Par Louis de La Roque, Paris, A. Desaide, 1891[15].
- Catalogue historique des généraux français, connétables, maréchaux de France, lieutenants généraux, maréchaux de camp. Par Louis de La Roque, Paris, A. Desaide, 1896[16].